# Sörbygden, Bräcke kommun
Sörbygden är en småort i Bräcke kommun, Jämtlands län, belägen i Hällesjö distrikt (Hällesjö socken) längs länsväg 320.
Gunder Hägg bodde i Sörbygden som barn.